# Einar Kárason
Einar Kárason est un poète et romancier islandais né à Reykjavik le 24 novembre 1955.

## Biographie
Il étudie la littérature générale à l'université d'Islande.
Il publie des poèmes dans des revues. Il atteint la reconnaissance avec La Trilogie de Thulé, non traduite en français.
Il préside l’Union des écrivains de l'Islande de 1988 à 1992.

## Œuvre traduite en français
- La Sagesse des fous, [« Heimskra manna ràd »], trad. de François Émion, Paris, Éditions du Seuil, coll. « Cadre vert », 2000, 262 p.  (ISBN 2-02-031291-3)[Note 1]
- Oiseaux de tempêtes, [« Stormfuglar »], trad. d'Eric Boury, Paris, Editions Grasset & Fasquelle, 2021, 160 p.

## Œuvre adaptée au cinéma
- Devil's island , [« Djöflaeyjan »], de Friðrik Þór Friðriksson, 1996[Note 2]